# Ємйолув (Любуське воєводство)
Ємйолув (пол. Jemiołów) — село в Польщі, у гміні Лаґув Свебодзінського повіту Любуського воєводства.
Населення — 285 осіб (2011).
У 1975-1998 роках село належало до Зеленогурського воєводства.

## Демографія
Демографічна структура станом на 31 березня 2011 року:
|          | Загалом | Допрацездатний вік | Працездатний вік | Постпрацездатний вік |
| -------- | ------- | ------------------ | ---------------- | -------------------- |
| Чоловіки | 142     | 20                 | 105              | 17                   |
| Жінки    | 143     | 31                 | 78               | 34                   |
| Разом    | 285     | 51                 | 183              | 51                   |